# Eleição municipal de Chapecó em 2020
A eleição municipal da cidade de Chapecó em 2020 ocorrerá no dia 15 de novembro (primeiro turno) e 29 de novembro (segundo turno, se necessário) e elegerá um prefeito, um vice-prefeito e 21 vereadores responsáveis pela administração da cidade, que se iniciará em 1° de janeiro de 2021 e com término em 31 de dezembro de 2024. O prefeito titular é Luciano Buligon, do PSL, que, por estar exercendo seu segundo mandato, não se encontra apto á concorrer a reeleição.
Originalmente, as eleições ocorreriam em 4 de outubro (primeiro turno) e 25 de outubro (segundo turno) (para cidades acima de 200 mil habitantes), porém, com o agravamento da pandemia do novo coronavírus (SARS-CoV-2), causador da Covid-19, as datas foram modificadas com a promulgação da Emenda Constitucional nº 107/2020.

## Candidatos
Nota: a tabela a seguir está organizada por ordem alfabética de candidatos.
| Prefeito(a)        | Prefeito(a) | Prefeito(a) | Vice-prefeito(a)      | Vice-prefeito(a) | Vice-prefeito(a) | Coligação                                                          | Número eleitoral |
| Candidato(a)       | Partido     | Partido     | Candidato(a)          | Partido          | Partido          | Coligação                                                          | Número eleitoral |
| ------------------ | ----------- | ----------- | --------------------- | ---------------- | ---------------- | ------------------------------------------------------------------ | ---------------- |
| Prof Antônio       |             | PSOL        | Jefferson Kuszkowski  |                  | PSOL             | Sem coligação                                                      | 50               |
| Vignatti           |             | PSB         | Pedro Uczai           |                  | PT               | Frente de Oposição (PDT, PT, PSB, PV, REDE e PC do B)              | 40               |
| Cleiton Fossá      |             | MDB         | Giovanni Balen        |                  | MDB              | Sem coligação                                                      | 15               |
| João Rodrigues     |             | PSD         | Itamar Agnoletto      |                  | PP               | Chapecó acima de tudo (PP, PSC, PL, PSD, PROS, DEM e Republicanos) | 55               |
| Leonardo Granzotto |             | Patriota    | Vanusa Maggioni Cella |                  | PSL              | O futuro é agora (PSL, Patriota e Avante)                          | 51               |
| Luciane Stobe      |             | PTB         | Nilson Carniel        |                  | PTB              | Chapecó mais humana, mais eficiente, mais feliz (PTB e DC)         | 14               |
| Márcio Sander      |             | PSDB        | Milton Hanauer        |                  | PSDB             | Vamos Chapecó (PSDB e PODE)                                        | 45               |

## Pesquisas eleitorais

### Candidaturas oficializadas
| Fonte            | Data(s) conduzidas | Amostragem | João Rodrigues PSD | Vignatti PSB | Cleiton Fossá MDB | Márcio Sander PSDB | Leonardo Granzotto Patriota | Luciane Stobe PTB | Antônio Campos PSOL | Branco Nulo | Abst. Indec. | Vantagem |      |      |      |  |       |       |
| ---------------- | ------------------ | ---------- | ------------------ | ------------ | ----------------- | ------------------ | --------------------------- | ----------------- | ------------------- | ----------- | ------------ | -------- | ---- | ---- | ---- |  | ----- | ----- |
| Fonte            | Data(s) conduzidas | Amostragem | Tulipa             | 13-15 Out    | 700               | 40,1%              | 21%                         | 16,2%             | 4,7%                | Branco Nulo | Abst. Indec. | Vantagem | 2,5% | 2,2% | 0,7% |  | 12,2% | 19,1% |
| Paraná Pesquisas | 16-18 Out          | 610        | 38,9%              | 11,1%        | 19,7%             | 2%                 | 5,9%                        | 2,5%              | 1,6%                | 10%         | 8,4%         | 19,2%    |      |      |      |  |       |       |
| Paraná Pesquisas | 5-9 Nov            | 620        | 37,9%              | 13,4%        | 17,7%             | 1,1%               | 10,8%                       | 3,5%              | 0,8%                | 7,4%        | 7,3%         | 20,2%    |      |      |      |  |       |       |

## Resultados

### Eleição municipal de Chapecó em 2020 para Prefeito
Em uma eleição disputada, o ex-prefeito João Rodrigues foi eleito em primeiro turno.
| 1º Turno 15 de novembro de 2020 | 1º Turno 15 de novembro de 2020 | 1º Turno 15 de novembro de 2020 | 1º Turno 15 de novembro de 2020 |
| Candidato(a)                    | Vice                            | Votação                         | Votação                         |
| Candidato(a)                    | Vice                            | Total                           | Porcentagem                     |
| ------------------------------- | ------------------------------- | ------------------------------- | ------------------------------- |
| João Rodrigues (PSD)            | Itamar Agnoletto (PP)           | 50.467                          | 47,66%                          |
| Cleiton Fossá (MDB)             | Giovanni Balen (MDB)            | 21.940                          | 20,72%                          |
| Vignatti (PSB)                  | Pedro Uczai (PT)                | 20.649                          | 19,50%                          |
| Leonardo Granzotto (Patriota)   | Vanusa Maggioni Cella (PSL)     | 8.058                           | 7,61%                           |
| Luciane Stobe (PTB)             | Nilson Carniel (PTB)            | 2.748                           | 2,59%                           |
| Márcio Ernani Sander (PSDB)     | Milton José Hanauer (PSDB)      | 1.678                           | 1,58%                           |
| Antônio Valmor de Campos (PSOL) | Jefferson Kuszkowski (PSOL)     | 360                             | 0,34%                           |
| Total de votos válidos          | Total de votos válidos          | 105.900                         | 100,00%                         |
| Votos apurados                  |                                 |                                 |                                 |
| Votos válidos                   | Votos válidos                   | 105.900                         | 92,36%                          |
| Votos em branco                 | Votos em branco                 | 4.050                           | 3,53%                           |
| Votos nulos                     | Votos nulos                     | 4.705                           | 4,10%                           |
| Total de votos apurados         | Total de votos apurados         | 114.655                         | 100,00%                         |
| Eleitores                       |                                 |                                 |                                 |
| Comparecimento                  | Comparecimento                  | 114.655                         | 75,82%                          |
| Abstenções                      | Abstenções                      | 36.565                          | 24,18%                          |
| Total de eleitores              | Total de eleitores              | 151.220                         | 100,00%                         |

| Partido | Partido  | Candidato                | Votos   | Votos (%) |
| ------- | -------- | ------------------------ | ------- | --------- |
|         | PSD      | João Rodrigues           | 50 467  | 47,66%    |
|         | MDB      | Cleiton Fossá            | 21 940  | 20,72%    |
|         | PSB      | Cláudio Antônio Vignatti | 20 649  | 19,5%     |
|         | Patriota | Leonardo Granzotto       | 8 058   | 7,61%     |
|         | PTB      | Luciane Stobe            | 2 748   | 2,59%     |
|         | PSDB     | Márcio Sander            | 1 678   | 1,58%     |
|         | PSOL     | Prof Antônio             | 360     | 0,34%     |
| Totais  | Totais   | Totais                   | 105 900 |           |

- Atualizado até 03h06min, sábado, 15 de março de 2025 (UTC)